# Hrabstwo Richland (Dakota Północna)

Piramida wieku hrabstwa

Hrabstwo Richland – amerykańskie hrabstwo  w południowo-wschodniej części stanu Dakota Północna. W roku 2000, liczba mieszkańców wyniosła 17 998. Stolicą jest Wahpeton.

## Historia
Powstało 4 stycznia 1873 roku, ale władze zorganizowały się dopiero 25 listopada. Nazwano na cześć Morgana T. Richa (1832–1898) - jednego z pierwszych osadników. Stolicą hrabstwa zostało Chahinkapa, którego nazwę zmieniono niedługo później na Wahpeton. Najwyższą populację osiągnął w 1930 roku.

## Geografia
Całkowita powierzchnia wynosi 3 744 km². Z tego 23 km² (0.62%) stanowi woda.

### Miasta
| - Abercrombie - Barney - Christine - Colfax - Dwight - Fairmount - Great Bend | - Hankinson - Lidgerwood - Mantador - Mooreton - Wahpeton - Walcott - Wyndmere |

### Gminy
| - Abercrombie - Antelope - Barney - Barrie - Belford - Brandenburg - Gmina Brightwood - Center - Colfax - Danton - Gmina Devillo - Dexter | - Gmina Duerr - Dwight - Eagle - Elma - Fairmount - Freeman - Gmina Garborg - Grant - Greendale - Gmina Helendale - Homestead - Gmina Ibsen | - Gmina LaMars - Liberty Grove - Mooreton - Moran - Gmina Nansen - Sheyenne - Summit - Viking - Walcott - Waldo - West End - Wyndmere |

### Autostrady
- Międzystanowa nr 29

- Stanowa nr 11
- Stanowa nr 13
- Stanowa nr 18
- Stanowa nr 27
- Stanowa nr 46
- Stanowa nr 127

### Sąsiednie hrabstwa
- Cass - północ
- Wilkin w Minnesocie - wschód
- Traverse w Minnesocie - południowy wschód
- Roberts w Dakocie Południowej -południe
- Sargent - zachód
- Ransom  - zachód